# Take It Easy (Eagles-dal)
A Take It Easy az Eagles 1972. május 1-jén megjelent dala. A dalt Jackson Browne and Glenn Frey írta, a szólót Glenn Frey énekli. Ez a dal szerepelt a zenekar első kislemezén. A dal a Billboard Hot 100 slágerlistán 1972. július 22-én a 12. helyig jutott. Ez a dal volt az Eagles első, Eagles című  albumának a nyitódala is, és ez vált a zenekar ikonikus dalává, a későbbi összes élő vagy válogatásalbumán helyt kapott. Felkerült a Rock and Roll Hall of Fame-nek a rock and rollra nagy hatással lévő dalok 500-as listájára.
Később, 1973-ban Jackson Browne ismét felvette a dalt For Everyman című második albumának első számaként, továbbá kislemezként is kiadta, de a dalnak ez a feldolgozása nem aratott nagy sikert. Travis Tritt szintén feldolgozta a dalt 1993-as, Common Thread: The Songs of the Eagles című tribute albumán; a dalból készült videoklipen 13 évvel szakításuk után az Eagles mind az öt tagja megjelenik, néhány hónappal később ez vezetett el a zenekar újraegyesüléséhez.

## A dal története

### A dal keletkezése
Jackson Browne eredetileg már 1971-ben belekezdett a Take It Easy megírásába saját magáról elnevezett, Jackson Browne című debütáló albumához, de nem sikerült befejeznie. Barátja Glenn Frey, aki ugyanabban Santa Monica-i lakóházban élt, már hallotta a dal egy korábbi verzióját, és rákérdezett Browne-nál. Ekkor Browne lejátszotta neki a dal befejezetlen második versszakát „Well, I'm a-standin' on a corner in Winslow, Arizona...”, mire Frey a „Such a fine sight to see. It's a girl, my lord, in a flatbed Ford, slowin' down to take a look at me” sorral egészítette ki a versszakot. Browne elégedett volt az eredménnyel, és azt javasolta, hogy együtt fejezzék be a dalt. Az így létrejött kompozíció lett az Eagles debütáló albumának első dala, melyet később kislemezként is kiadtak.
Egy rádióinterjúban Browne így emlékezett a történetre: „Glenn Frey-t ezekből a klubokból ismertem – esténként gyakran ugyanazokban a klubokban játszottuk. Glenn egyszer odajött köszönni nekem, majd ott is maradt amíg a stúdióban voltam, és akkor megmutattam neki annak a dalnak az elejét, mire ő megkérdezte, hogy kiadom-e a lemezemen, de mondtam neki, hogy nem fogok időre elkészülni vele. Erre ő azt mondta: dehogynem kiadjuk, megcsináljuk, mert tetszett neki. De akkor [a dal] még nem volt kész, és ő folyton a nyakamra járt, hogy fejezzem be, és végül felajánlotta, hogy maga fejezi be. Aztán, miután párszor elhárítottam, hogy ő fejezze be a dalomat, végül azt mondtam: 'rendben, rajta, fejezd be. Csináld'. És be is fejezte, nem is akárhogy. Ráadásul olyan módon oldotta meg, ami sokkal jobb lett, mint amit én írtam.”

### Felvételek
A dalt Londonban, az Olympic Studios-nál vették fel, a producer Glyn Johns volt. A szólót Glenn Frey énekli. A második versszak elején a vokált Randy Meisner basszusgitáros énekli, de a szakasz végén Don Henley dobos is bekapcsolódik (Though we will never be here again...) Szólógitáron és bendzsón Bernie Leadon játszik, a vokálban ő is részt vesz. Johns, a dal producere így nyilatkozott: „A Take It Easy-ben Bernie játssza a double-time bendzsót; mindenki azt gondolta, hogy dilis egy ötlet, de végül működött. Már addig is egy szuper dal volt, de ettől a pici dologtól más lett”.

## Fogadtatás

### Kritikai
Bud Scoppa 1972-ben, az Eagles debütáló albumáról a Rolling Stone magazinba  írt kritikájában így fogalmazott: a Take it Easy egyszerűen az év eddig megjelent legjobb rock kislemeze. Már első hallásra kijelentheted, hogy megvan benne minden: táncolható ritmusa van, fülbemászó, dallama kanyargós, intelligens, szövege jó, az elektromos gitár és a bendzsó hangjának vegyítése progresszíven hatásos megoldás, a vokál tiszta, vibráló négyrészes harmóniával a megfelelő pillanatban a maximális drámai hatás érdekében.
Az AllMusic oldalon William Ruhlmann arról írt, hogy Browne 1971-ben akkoriban alkotta a dalt, miközben debütáló albumán dolgozott, és hogy „az munkájának számos szokásos elemét belefoglalta, utazást, nőket, a szerelmet mint üdvözülést, és a fatalizmus kettős érzését”.

### Üzleti
A dal, ami az Eagles első kislemeze volt, 1972 májusában jelent meg, a Billboard Hot 100 slágerlistára 1972. június 3-án a 79. helyen került fel. 11 hétig maradt a listán, a legjobb helyezése a 12. volt, amit július 22-ére ért el. Ugyanazon a héten az Easy Listening slágerlistán is a 12. helyig jutott. Erre a listára korábban, 1972. június 17-én a 40. helyen került fel.

## Winslow, Arizona

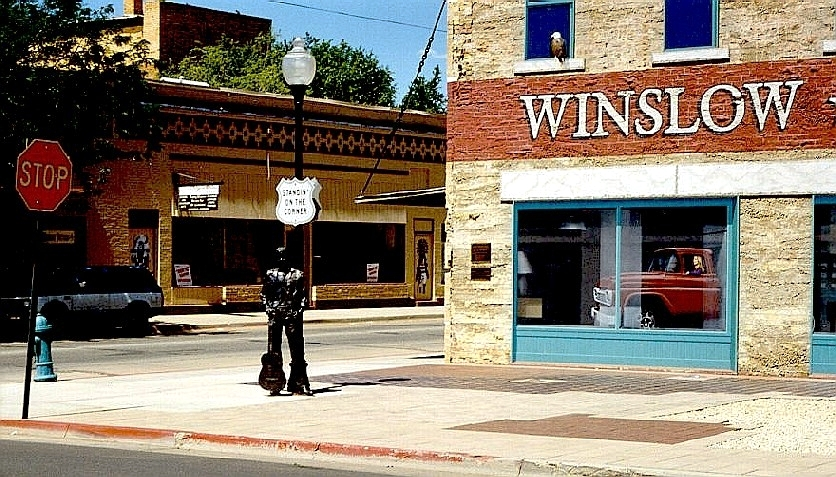
A Take It Easy-szobor (készítette: Ron Adamson) és a falfestmény a Second St. és a Kinsley Ave. kereszteződésében

Frey szerint a Take It Easy második versszaka arra az esetre utal, amikor Jackson Browne kocsija egyik útján Sedona felé, az Arizona állambeli Winslow-ban lerobbant, és egy egész napot kellett a városban eltöltenie. 1999-ben a város, válaszként a hírnevét elhozó dalszövegre életnagyságú bronzszobrot állíttatott, és egy falfestményt készíttetett a Standin' on the Corner Park-ban. A férfit ábrázoló szobor egy lámpaoszlop mellett áll, a férfi egy akusztikus gitárt tart a jobb kezében, jobb lábán pihentetve azt. Feje felett, az amerikai úthálózat útszámozásának stílusában egy fémtáblán a  Standin' on the corner felirat látható. A szobor mögötti falon látható, trompe-l’oeil stílusban készült falfestmény egy üzlethelyiség bejáratát ábrázolja, melyen egy piros színű Ford furgon tükröződése látható, melyet egy szőke nő vezet. A falfestmény első emeletének egyik ablakában egy sas (Eagle) üldögél, míg egy másik ablakban egy férfi és egy nő (szemlátomást a sarkon álló férfi és a Fordot vezető nő) ölelkezik. A hely olyan látnivalóvá vált, ami nagyon sok látogatót vonzott a városba.
Ugyanakkor van némi zavar a dal szövegét ihlető eredeti esemény helyszíne tekintetében. Egy Matthew Ziegler által készített interjúban Browne azt állította, hogy az eset az arizonai Flagstaffban történt a Der Wienerschnitzel-nél (ma Dog Haus) a keleti Route 66 és a Switzer Canyon sarkán. Browne szerint egy fiatal nő vezetett el mellette egy Toyota pickupban, és őt megragadta a kép, amint a nő rápillantott. Browne említette az esetet Freynek, aki ezt megírta a dalban. Ugyanakkor Browne a Los Angeles Times-nak adott interjújában azt is állította, hogy a kocsija Winslowban robbant le. Ezért a dalnak ez a szakasza két különböző esemény ötvözése.
2016. szeptember 24-én, nyolc hónappal Frey halála után, Glenn Frey életnagyságú szobrával egészítették ki a Standin' on the Corner Parkot, ezzel is tisztelegve előtte a Take It Easy megírásáért. A szobor a 70-es évek stílusában ábrázolja Freyt, amint éppen egy lámpaoszlopnak támaszkodik. A szükséges forrásokat a város, a Standin' on the Corner Foundation valamint a phoenixi KSLX klasszikus rockot játszó rádió biztosította.

## Zenészek
- Glenn Frey – akusztikus gitár, szólóének
- Bernie Leadon – szólógitár, bendzsó, háttérvokál
- Randy Meisner – basszusgitár, háttérvokál
- Don Henley – dob, háttérvokál

## Slágerlisták
| Chart (1972-2016)                 | Peak position |
| --------------------------------- | ------------- |
| Kanada Top Singles (RPM)          | 8             |
| US Billboard Hot 100              | 12            |
| US Adult Contemporary (Billboard) | 12            |
| US Hot Rock Songs (Billboard)     | 20            |
| Dél-Afrika (Springbok Radio)      | 16            |

## Fordítás
- Ez a szócikk részben vagy egészben  a   Take It Easy című angol Wikipédia-szócikk ezen változatának fordításán alapul.  Az eredeti cikk szerkesztőit annak laptörténete sorolja fel. Ez a jelzés csupán a megfogalmazás eredetét és a szerzői jogokat jelzi, nem szolgál a cikkben szereplő információk forrásmegjelöléseként.